# Segunda Liga de 2017–18
A Segunda Liga de 2017–18, conhecida também como Ledman Liga PRO por razões de patrocínio, foi a 28ª edição da Segunda Liga.
Um total de 20 equipas disputaram esta edição, sabendo que na época seguinte este escalão foi reduzido para 18 clubes. Essa medida implicou que na época 2017–18 tenha ocorrido a despromoção de quatro equipas.

## Participantes
| Clube                | Cidade                 | Estádio                                 | Lotação | 2016/2017    |
| -------------------- | ---------------------- | --------------------------------------- | ------- | ------------ |
| Académica de Coimbra | Coimbra                | Estádio Cidade de Coimbra               | 29,622  | 8°           |
| Académico de Viseu   | Viseu                  | Estádio Municipal do Fontelo            | 7,744   | 17º          |
| Arouca               | Arouca                 | Estádio Municipal de Arouca             | 5,000   | 17º (I Liga) |
| Benfica B            | Lisboa                 | Benfica Campus                          | 2,644   | 5º           |
| Braga B              | Braga                  | Estádio 1.º de Maio                     | 28,000  | 6º           |
| Cova da Piedade      | Cova da Piedade        | Estádio Municipal José Martins Vieira   | 3,000   | 16º          |
| Famalicão            | Vila Nova de Famalicão | Estádio Municipal 22 de Junho           | 5,300   | 15º          |
| Gil Vicente          | Barcelos               | Estádio Cidade de Barcelos              | 12,046  | 13º          |
| Leixões              | Matosinhos             | Estádio do Mar                          | 9,766   | 18º          |
| Nacional             | Funchal                | Estádio da Madeira                      | 5,200   | 18º (I Liga) |
| Oliveirense          | Oliveira de Azeméis    | Estádio Municipal de Aveiro             | 32,830  | 2º (CP)      |
| Penafiel             | Penafiel               | Estádio Municipal 25 de Abril           | 5,320   | 4º           |
| Porto B              | Porto                  | Estádio Dr. Jorge Sampaio               | 8,270   | 11º          |
| Real Sport Clube     | Queluz                 | Complexo Desportivo do Real SC          | 3,600   | 1º (CP)      |
| Santa Clara          | Ponta Delgada          | Estádio de São Miguel                   | 13,277  | 12º          |
| Sporting B           | Lisboa                 | Estádio Aurélio Pereira-Alcochete       | 1,180   | 14º          |
| Sporting da Covilhã  | Covilhã                | Estádio Municipal José dos Santos Pinto | 2,055   | 7º           |
| União da Madeira     | Funchal                | Estádio do Centro Desportivo da Madeira | 2,300   | 3°           |
| Varzim               | Póvoa de Varzim        | Estádio do Varzim Sport Club            | 7,280   | 9º           |
| Vitória SC B         | Guimarães              | Estádio D. Afonso Henriques             | 30,000  | 10º          |

## Tabela classificativa
Atualizado em 13/05/2018
| #  | Equipa              | J  | V  | E  | D  | GP | GC | SG  | Pts | Classificação                                    |
| -- | ------------------- | -- | -- | -- | -- | -- | -- | --- | --- | ------------------------------------------------ |
| 1  | Nacional da Madeira | 38 | 19 | 14 | 5  | 72 | 45 | +27 | 71  | Promovido à Primeira Liga de 2018–19             |
| 2  | Santa Clara         | 38 | 19 | 9  | 10 | 55 | 40 | +15 | 66  | Promovido à Primeira Liga de 2018–19             |
| 3  | Académico de Viseu  | 38 | 17 | 13 | 8  | 50 | 40 | +10 | 64  |                                                  |
| 4  | Académica           | 38 | 19 | 6  | 13 | 59 | 40 | +19 | 63  |                                                  |
| 5  | FC Penafiel         | 38 | 17 | 11 | 10 | 55 | 43 | +12 | 62  |                                                  |
| 6  | Arouca              | 38 | 16 | 11 | 11 | 42 | 37 | +5  | 59  |                                                  |
| 7  | Porto B             | 38 | 18 | 4  | 16 | 50 | 55 | −5  | 58  | Equipa B - Não pode subir à Primeira Liga.       |
| 8  | Leixões             | 38 | 14 | 14 | 10 | 50 | 43 | +7  | 56  |                                                  |
| 9  | Cova da Piedade     | 38 | 14 | 9  | 15 | 42 | 45 | −3  | 51  |                                                  |
| 10 | Varzim SC           | 38 | 13 | 11 | 14 | 41 | 41 | 0   | 50  |                                                  |
| 11 | Vitória SC B        | 38 | 14 | 8  | 16 | 44 | 49 | −5  | 50  | Equipa B - Não pode subir à Primeira Liga.       |
| 12 | UD Oliveirense      | 38 | 13 | 10 | 15 | 45 | 47 | −2  | 49  |                                                  |
| 13 | Benfica B           | 38 | 14 | 7  | 17 | 54 | 60 | −6  | 49  | Equipa B - Não pode subir à Primeira Liga.       |
| 14 | FC Famalicão        | 38 | 13 | 9  | 16 | 46 | 49 | −3  | 48  |                                                  |
| 15 | Covilhã             | 38 | 12 | 11 | 15 | 32 | 42 | −10 | 47  |                                                  |
| 16 | Sp. Braga B         | 38 | 10 | 14 | 14 | 44 | 48 | −4  | 44  | Equipa B - Não pode subir à Primeira Liga.       |
| 17 | U. Madeira          | 38 | 12 | 8  | 18 | 44 | 53 | −9  | 44  | Rebaixado para Campeonato de Portugal de 2018–19 |
| 18 | Sporting B          | 38 | 11 | 9  | 18 | 46 | 65 | −19 | 42  | Rebaixado para Campeonato de Portugal de 2018–19 |
| 19 | Gil Vicente FC      | 38 | 8  | 12 | 18 | 29 | 45 | −16 | 36  | Rebaixado para Campeonato de Portugal de 2018–19 |
| 20 | Real SC             | 38 | 8  | 8  | 22 | 47 | 61 | −14 | 32  | Rebaixado para Campeonato de Portugal de 2018–19 |

## Campeão
| Campeonato de Portugal de Segunda Divisão 2017/2018 |
| --------------------------------------------------- |
|                                                     |
| CD Nacional 1° Título                               |